# Geneto
Geneto és un barri del municipi de San Cristóbal de La Laguna, a l'illa de Tenerife —Illes Canàries, Espanya. Administrativament s'inclou a la Zona 3 del municipi.

## Característiques
Està situat a aproximadament cinc quilòmetres al sud del centre municipal, a una altitud mitjana de 492 msnm.
Està format pels nuclis diferenciats de Boca Tuerta, El Centenero, El Moralito, El Pino, Pajarito, San Bartolomé de Geneto, San Miguel de Geneto i les urbanitzacions Llombet i Mayber.
Al barri es troben el col·legi de les Dominicas Santa Rosa de Lima i el col·legi Echeyde II, el centre social Casa de Venezuela, les esglésies de San Miguel Arcángel i de San Bartolomé de Geneto, el Centro Ciutadano San Bartolomé de Geneto, el Consultorio Médico Periférico de San Miguel de Geneto i l'Hospital Nuestra Señora de Los Dolores. Compte a més amb diversos parcs infantils i places públiques, instal·lacions esportives, una gasolinera, farmàcia, així com petits comerços, bars i restaurants.

## Demografia
| Any       | 2000  | 2001  | 2002  | 2003  | 2004  | 2005  | 2006  | 2007  | 2008  | 2009  | 2010  | 2011  | 2012  | 2013  | 2014  | 2015  |
| --------- | ----- | ----- | ----- | ----- | ----- | ----- | ----- | ----- | ----- | ----- | ----- | ----- | ----- | ----- | ----- | ----- |
| Habitants | 4.013 | 4.263 | 4.299 | 4.390 | 4.499 | 4.649 | 4.751 | 4.887 | 5.137 | 5.249 | 5.456 | 5.574 | 5.684 | 6.000 | 6.478 | 6.604 |

## Festes
Al barri se celebren festes patronals en honor de Sant Bartolomé, el mes d'agost, i a San Miguel Árcangel, al setembre, celebrant-se actes religiosos i populars.

## Comunicacions

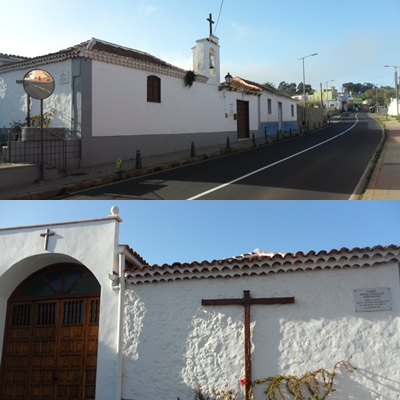
La Parroquia San Miguel Arcángel del nucli de San Miguel de Geneto es va aixecar l'any 1707.

S'arriba al barri principalment per la Carretera General de Geneto TF-263.

### Transport públic
Amb autobús —guagua—, Geneto queda connectat mitjançant les següents línies de TITSA: 
| Línia | Trajecte                                                        | Recorregut   |
| ----- | --------------------------------------------------------------- | ------------ |
| 055   | La Laguna - Barranco Grande (per Geneto)                        | Horari/Línia |
| 217   | La Laguna - Los Andenes - El Cardonal - H. O. Canarias          | Horari/Línia |
| 937   | Santa Cruz (Bescanviador) - Taco - Tíncer - Cruce El Sobradillo | Horari/Línia |